# シャボン玉アワー
『シャボン玉アワー』（シャボンだまアワー）は、1969年4月から1972年3月までフジテレビ系列局で放送されていた関西テレビ製作の音楽番組である。牛乳石鹸共進社の一社提供。

## 概要
美空ひばり、高峰三枝子、石原裕次郎といった当時を代表する歌手たちが毎回ゲスト出演していた帯番組。牛乳石鹸の社史『牛乳石鹸共進社70年の歩み』（1978年）の「主な提供番組」のページには、作曲家の古賀政男がゲスト出演した回の写真が掲載されている。
1970年3月までは毎週月曜 - 金曜 14:30 - 14:40 （日本標準時）に放送の10分番組であったが、直後の時間帯に放送されていた5分番組『ちょっと奥さま』が同年4月の改編で14:25放送開始になったことから、空いた枠を獲得して14:45までの放送となった。
1972年春の改編でフジテレビが平日14時台の編成刷新をしたことにより、この時間帯に放送の『スーパーバラエティ』、前述の『ちょっと奥さま』、そして本番組がまとめて打ち切りとなった。替わって水曜22:00枠で、同じく関西テレビ製作・牛乳石鹸提供の『シャボン玉ビッグワンショー』がスタートした。

## 放送局
特筆の無い限り全て同時ネット。
- 関西テレビ（制作局）[1]
- フジテレビ
- 福島中央テレビ[2]
- 富山テレビ（1969年4月開局時から放送）[3]
- 石川テレビ（1969年4月開局時から放送）[3]
- 長野放送（1969年4月開局時から放送）[4]
- テレビ岡山[1]
- 広島テレビ[1]
- 四国放送[1]
- 愛媛放送[5]
- テレビ西日本[5][6]
- サガテレビ[6]
- テレビ長崎[6]
- テレビ熊本[6]